# Sciophila fenestella
Sciophila fenestella är en tvåvingeart som beskrevs av Curtis 1837. Sciophila fenestella ingår i släktet Sciophila och familjen svampmyggor. Arten är reproducerande i Sverige. Inga underarter finns listade i Catalogue of Life.